# Felix Herngren

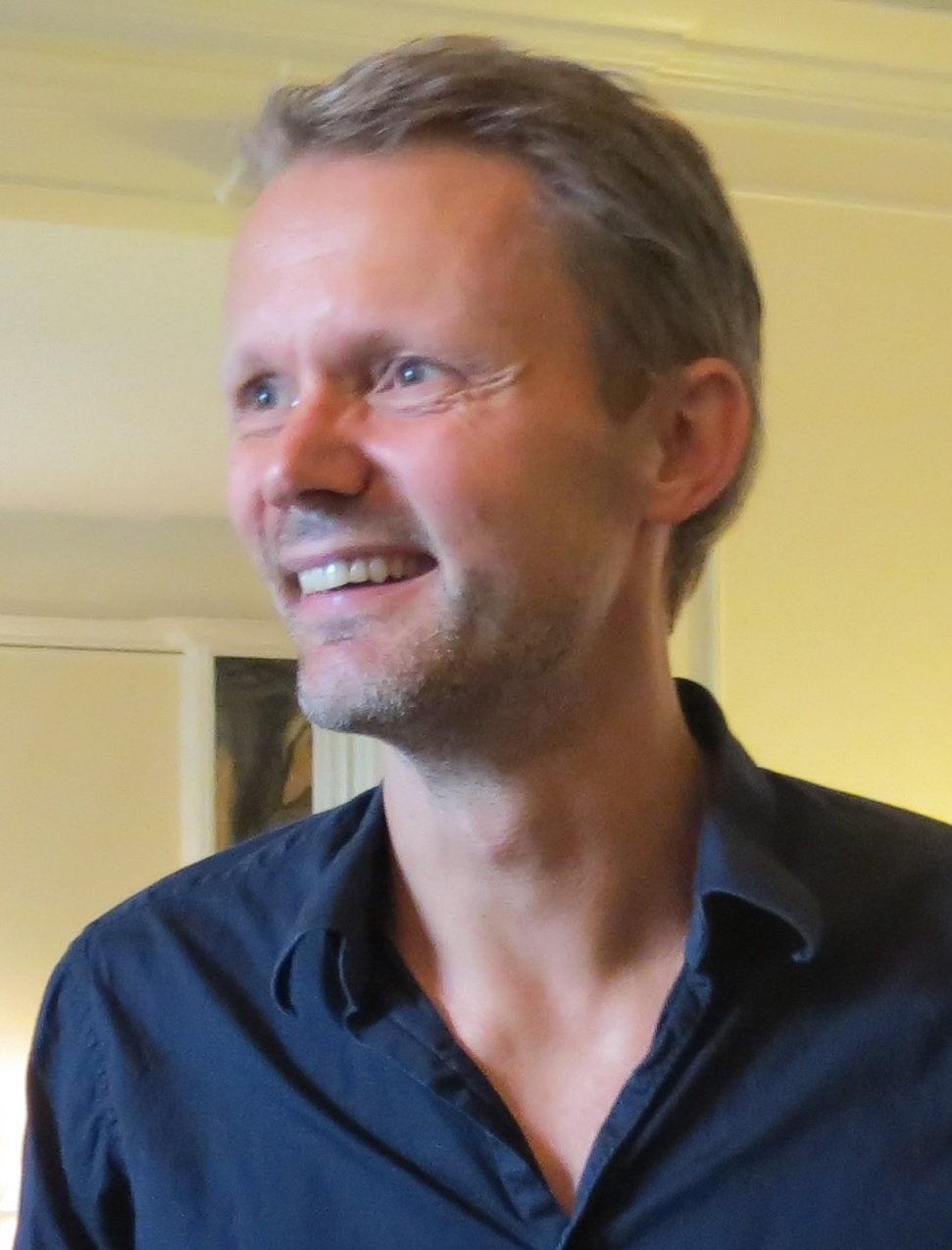
Felix Herngren

Felix Herngren (* 4. Februar 1967 in Stockholm) ist ein schwedischer Regisseur, Filmschauspieler, Drehbuchautor und Komiker.

## Leben
Felix Herngren ist der jüngere Bruder des Regisseurs Måns Herngren. Er wurde ab 1990 als Regisseur für Werbeclips tätig. Zur gleichen Zeit wurde er als Schauspieler in Comedy-Formaten, später auch als Autor und Regisseur aktiv.
2010 gehörte er zu den Autoren, Regisseuren und Schauspielern der Serie Solsidan.
Speziell für seine Romanadaption Der Hundertjährige, der aus dem Fenster stieg und verschwand und dem Folgefilm wurde er für eine Reihe von Publikumspreisen nominiert und mit dem Guldbagge ausgezeichnet.
2017 schuf er zusammen mit seiner Frau und seiner Schwester die Serie Die Patchworkfamilie.

## Filmografie (Auswahl)

### Regisseur und Autor
- 1995: Tommy (Fernsehserie, 12 Folgen)
- 2010–2015: Solsidan (Fernsehserie, 50 Folgen)
- 2013: Der Hundertjährige, der aus dem Fenster stieg und verschwand (Hundraåringen som klev ut genom fönstret och försvann)
- 2016: Der Hunderteinjährige, der die Rechnung nicht bezahlte und verschwand (Hundraettåringen som smet från notan och försvann)
- 2017: Solsidan
- seit 2017: Die Patchworkfamilie (Bonusfamiljen, Fernsehserie)

### Schauspieler
- 1990: Smash (Miniserie, 8 Folgen)
- 1995: Tommy (Fernsehserie, 12 Folgen)
- 2007–2009: Hjälp! (Fernsehserie, 23 Folgen)
- 2010–2015: Solsidan (Fernsehserie, 50 Folgen)
- 2017: Solsidan
- 2017: Småstaden (Fernsehserie, 8 Folgen)